# Piranha-tech
Piranha Tech (ТОВ "Піранья Тех") — українська компанія з виробництва систем радіоелектронної боротьби, радіопридушення широкого спектру дії, та систем радіоелектронної розвідки та виявлення. 

## Історія
Команда Піранья Тех працює з системами радіоелектронної боротьби з 2014 року. Продукція підприємства використовується в більше ніж 25 країнах світу. 
З початку повномасштабної агресії рф,підприємство адаптувало свої вироби до сучасних технічних вимог, щоб ефективно протидіяти ворожим дронам та безпілотним літальним апаратам (БПЛА), а також пригнічувати канали зв'язку та передачу даних.
Компанія має досвід у реалізації радіоелектронних систем і пропонує рішення для пригнічення сигналів під час передачі даних, що є важливим у сферах оборони та внутрішньої безпеки. Клієнтами компанії є органи оборони, розвідки, поліції та правоохоронні організації у 25 країнах світу. З урахуванням швидкого розвитку безпілотних літальних апаратів (БпЛА) та дронів, системи для боротьби з ними стають важливим чинником для досягнення переваги у бойових та розвідувальних операціях.
Важливість систем боротьби з безпілотними літальними апаратами (БпЛА) виявляється у різних сферах, включаючи оборону, розвідку та поліцейську роботу. Тому компанія спрямовує свої зусилля на надання  рішень, що забезпечують контроль та керування радіоелектронними системами.
З 15 травня 2023 року, розробки компанії отримали статус Brave1- кластер розвитку військових технологій в Україн, та рекомендовані для експлуатації у Збройних Силах України.

### Закрите небо
У жовтні 2022 року Піранья Тех запустила пілотний проєкт «Закрите небо» у Дрогобичі. Система «Закрите небо» складається із радарів різного радіусу дії – 20 км для виявлення ворожої цілі і 6 км для визначення точного місця її розташування, із багатофункціональних станцій радіоперешкод, що заглушають сигнал дрона і позбавляють противника можливості керувати ним, і з антидронових рушниць, що виводять дрон з ладу за допомогою електромагнітних хвиль.
У Дрогобичі працюють вісім базових і два мобільних комплекси (встановлених на авто), що дозволяє закрити небо від розвідувальних дронів і безпілотників у Дрогобичі, Трускавці, Стебнику і Бориславі. Проєкт обійшовся у 1,8 млн грн. Займається виявленням і посадкою дронів група швидкого реагування на базі комунального підприємства «Екран-Сервіс», що цілодобово моніторить ситуацію в небі.

## Вироби
Компанія спеціалізується на виробництві систем радіоелектронної боротьби, які знаходять застосування в різних сферах, таких як оборона, розвідка та правоохоронні органи. Вона надає  рішення для пригнічення сигналів під час передачі даних, що є елементом сучасної сфери безпеки. Компанія має практичний досвід у реалізації радіоелектронних систем і забезпечує повний спектр послуг, включаючи розробку концепцій, виготовлення прототипів та дрібносерійне виробництво. 
Продукція компанії:
- Портативна система анти-дрон, розроблена з метою виявлення та пригнічення безпілотних літальних апаратів (БПЛА).  Система надає можливість  контролю та захисту від потенційно небезпечних дронів у різних ситуаціях.
- Багатофункціональна тактична станція, призначена для завад проти БПЛА. Станція забезпечує широкий спектр функцій та можливостей для ефективного впливу на рух та дії безпілотних літальних апаратів, дозволяє контролювати ситуацію та захищати об'єкти в різних областях використання.
- Система реактивного електронного завадчика (РЕБ) використовується для розмінювання, забезпечення безпеки та виконання інших завдань військового та спеціального призначення. Система забезпечує можливість ефективної реакції на сигнали та комунікацію в рамках різних сценаріїв використання, що дозволяє забезпечити безпеку та успішне виконання завдань.